# ミルウォーキー・バックスのチーム記録
ミルウォーキー・バックスチーム記録はNBAのミルウォーキー・バックスのチーム記録である。
現役選手の記録も取り上げる。各部門のランク中、太字の（現役）は現在このチームに在籍していることを表す。

## 通算得点
1. 20,419　ヤニス・アデトクンボ（現役）
2. 14,211　カリーム・アブドゥル＝ジャバー
3. 12,586　クリス・ミドルトン（現役）
4. 12,010　グレン・ロビンソン
5. 11,594　シドニー・モンクリーフ
6. 11,554　マイケル・レッド
7. 11,478　ボブ・ダンドリッジ
8. 10,980　マーカス・ジョンソン
9. 9,892　ジュニア・ブリッジマン
10. 9,743　ブライアン・ウィンターズ

## 通算リバウンド
1. 8,480　ヤニス・アデトクンボ（現役）
2. 7,161　カリーム・アブドゥル＝ジャバー
3. 4,497　ボブ・ダンドリッジ
4. 3,923　マーカス・ジョンソン
5. 3,810　アンドリュー・ボーガット
6. 3,758　テリー・カミングス
7. 3,598　クリス・ミドルトン（現役）
8. 3,519　グレン・ロビンソン
9. 3,447　シドニー・モンクリーフ
10. 3,343　エルサン・イルヤソバ

## 通算アシスト
1. 4,248　ヤニス・アデトクンボ（現役）
2. 3,272　ポール・プレッシー
3. 2,990　クリス・ミドルトン（現役）
4. 2,689　シドニー・モンクリーフ
5. 2,479　ブライアン・ウィンターズ
6. 2,391　クイン・バックナー
7. 2,269　サム・キャセール
8. 2,156　オスカー・ロバートソン
9. 2,008　カリーム・アブドゥル＝ジャバー
10. 1,956　ボブ・ダンドリッジ

## 通算ブロック(73-74シーズンから)
1. 1,059　ヤニス・アデトクンボ（現役）
2. 981　ブルック・ロペス（現役）
3. 804　アルトン・リスター
4. 709　ハーヴェイ・キャッチングス
5. 642　アンドリュー・ボーガット
6. 600　ジョン・ヘンソン
7. 586　アービン・ジョンソン
8. 495　カリーム・アブドゥル＝ジャバー
9. 474　ランディ・ブリューワー
10. 439　マーカス・ジョンソン

## 通算スティール(73-74シーズンから)
1. 1,042　クイン・バックナー
2. 959　ヤニス・アデトクンボ（現役）
3. 894　ポール・プレッシー
4. 874　シドニー・モンクリーフ
5. 870　クリス・ミドルトン（現役）
6. 753　アルヴィン・ロバートソン
7. 718　ブライアン・ウィンターズ
8. 697　マーカス・ジョンソン
9. 689　グレン・ロビンソン
10. 618　レイ・アレン

## 出場試合
1. 855　ヤニス・アデトクンボ（現役）
2. 735　クリス・ミドルトン（現役）
3. 711　ジュニア・ブリッジマン
4. 695　シドニー・モンクリーフ
5. 618　ボブ・ダンドリッジ
6. 595　ジョン・マクグロックリン
7. 583　エルサン・イルヤソバ
8. 582　ブライアン・ウィンターズ
9. 580　ポール・プレッシー
10. 578　マイケル・レッド

### 連続試合出場
- - 400　レイ・アレン

## 3ポイントシュート（NBAでは79-80より公式記録）成功
1. 1,382　クリス・ミドルトン（現役）
2. 1,051　レイ・アレン
3. 1,003　マイケル・レッド
4. 819　ブルック・ロペス（現役）
5. 579　パット・コノートン（現役）
6. 554　ブランドン・ジェニングス
7. 540　ヤニス・アデトクンボ（現役）
8. 536　エルサン・イルヤソバ（現役）
9. 494　グレン・ロビンソン
10. 462　ボビー・ポーティス（現役）

## フリースロー成功
1. 4,917　ヤニス・アデトクンボ（現役）
2. 3,505　シドニー・モンクリーフ
3. 2,425　マイケル・レッド
4. 2,407　カリーム・アブドゥル＝ジャバー
5. 2,070　グレン・ロビンソン
6. 2,056　クリス・ミドルトン（現役）
7. 1,880　マーカス・ジョンソン
8. 1,826　ボブ・ダンドリッジ
9. 1,816　レイ・アレン
10. 1,749　リッキー・ピアース

## 50得点以上
64得点
- ヤニス・アデトクンボ（vs IND / 2023年12月13日）

59得点
- ヤニス・アデトクンボ（vs DET / 2024年11月13日）

57得点
- マイケル・レッド（vs UTA / 2006年11月11日）

55得点
- カリーム・アブドゥル＝ジャバー（vs BOS / 1971年12月10日）

- ブランドン・ジェニングス（vs GSW / 2009年11月14日）（新人）

54得点
- ヤニス・アデトクンボ（vs LAC / 2023年2月3日）
- ヤニス・アデトクンボ（vs IND / 2023年11月9日）

53得点
- カリーム・アブドゥル＝ジャバー（vs CLE / 1970年11月4日）

- カリーム・アブドゥル＝ジャバー（vs BOS / 1971年1月27日）

- カリーム・アブドゥル＝ジャバー（vs CLE / 1972年2月9日）

- カリーム・アブドゥル＝ジャバー（vs PHL / 1972年2月18日）

52得点
- カリーム・アブドゥル＝ジャバー（vs ATL / 1975年1月2日）

- マイケル・レッド（vs CHI / 2007年3月4日）

- ヤニス・アデトクンボ（vs PHI / 2019年3月17日）

51得点
- カリーム・アブドゥル＝ジャバー（vs SEA / 1970年2月21日）（新人）

- カリーム・アブドゥル＝ジャバー（vs BOS / 1972年2月13日）
- ドリュー・ホリデー（vs IND / 2023年3月30日）

50得点
- カリーム・アブドゥル＝ジャバー（vs LAL / 1972年3月17日）

- カリーム・アブドゥル＝ジャバー（vs POR / 1975年1月19日）

- ヤニス・アデトクンボ（vs UTA / 2019年11月25日）

- ヤニス・アデトクンボ（vs PHX / 2021年7月20日）（プレーオフ）

- ヤニス・アデトクンボ（vs IND / 2022年2月15日）
- ヤニス・アデトクンボ（vs NOP / 2023年1月30日）

## その他
- シーズン最多平均スタッツ
  - 得点 : 34.8　カリーム・アブドゥル＝ジャバー（1971-72シーズン）
  - リバウンド : 16.6　カリーム・アブドゥル＝ジャバー（1971-72シーズン）
  - アシスト : 8.2　オスカー・ロバートソン（1970-71シーズン）
  - スティール : 3.0　アルヴィン・ロバートソン（1990-91シーズン）
  - ブロック : 3.5　カリーム・アブドゥル＝ジャバー（1973-74シーズン）
- シーズン最多通算スタッツ
  - 得点 : 2822　カリーム・アブドゥル＝ジャバー（1971-72シーズン）
  - リバウンド : 1346　カリーム・アブドゥル＝ジャバー（1971-72シーズン）
  - アシスト : 668　オスカー・ロバートソン（1970-71シーズン）
  - スティール : 246　アルヴィン・ロバートソン（1990-91シーズン）
  - ブロック : 283　カリーム・アブドゥル＝ジャバー（1973-74シーズン）
- 新人最多平均スタッツ
  - 得点 : 28.8　カリーム・アブドゥル＝ジャバー（1969-70シーズン）
  - リバウンド : 14.5　カリーム・アブドゥル＝ジャバー（1969-70シーズン）
  - アシスト : 5.7　ブランドン・ジェニングス（2009-10シーズン）
- トリプル・ダブル（1979-80シーズンより公式記録）
  - 53回　ヤニス・アデトクンボ（現役）
  - 8回　カリーム・アブドゥル＝ジャバー
  - 6回　ポール・プレッシー
- オールスター最多選出
  - 9回　ヤニス・アデトクンボ（現役）
  - 6回　カリーム・アブドゥル＝ジャバー
  - 5回　シドニー・モンクリーフ

## 主なアメリカ国籍以外の選手
- ダン・ガズリッチ（オランダ）
- トニー・クーコッチ（クロアチア）
- アンドリュー・ボーガット（オーストラリア）
- エルサン・イルヤソバ（トルコ）
- 河昇鎭（韓国）
- ルック・バ・ア・ムーティ（カメルーン）
- カルロス・デルフィーノ（アルゼンチン）
- ヤニス・アデトクンボ（ギリシャ）
- マシュー・デラベドバ（オーストラリア）
- ミーザ・テレトヴィッチ（ボスニア・ヘルツェゴビナ）
- タナシス・アデトクンボ（ギリシャ）
- ジョー・イングルス（オーストラリア）
- ゴラン・ドラギッチ（スロベニア）